# Pamina Liebert-Mahrenholz
Pamina Liebert-Mahrenholz (geboren 27. April 1904 in Berlin; gestorben 27. September 2004 in London) war eine aus dem nationalsozialistischen Deutschland emigrierte jüdische deutsch-englische Bildhauerin und Malerin.

## Leben und Werk
Pamina Liebert kam aus einer bürgerlichen jüdischen Berliner Familie. Sie absolvierte das Hohenzollern-Lyzeum in Berlin-Wilmersdorf und machte danach bis 1928 eine Lehre bei einem Berliner Hutmacher. Dann entschied sie sich für eine künstlerische Laufbahn und studierte bei Fritz Klimsch an den Vereinigten Staatsschulen für freie und angewandte Kunst in Berlin. Sie wurde Meisterschülerin Klimschs und erhielt ein eigenes Atelier.
1929 heiratete sie den aufstrebenden Porträtfotografen Rolf Mahrenholz. 1932 sollte sie den Prix de Rome erhalten, was jedoch am Widerstand der Nationalsozialisten scheiterte. 1934 konnte sie zwar noch an der Preußischen Akademie der Künste ausstellen, aber zunehmend wurden ihre Möglichkeiten eingeschränkt. Nach Inkrafttreten der Nürnberger Gesetze beschloss sie mit ihrem Mann, Deutschland zu verlassen, obwohl dieser als Nichtjude selbst nicht gefährdet war. Rolf Mahrenholz emigrierte 1938, ein Jahr nach seinem Bruder, dem Maler und Couturier Harald Mahrenholz (1904–1994), mit seiner Mutter nach England. Pamina Mahrenholz folgte ihnen Ende August 1939. Ihre Mutter Bertha Liebert kam in einem KZ ums Leben.
Das Ehepaar bezog eine kleine Wohnung in West Hampstead. Obwohl Pamina Liebert-Mahrenholz als „Flüchtling vor der Unterdrückung durch die Nazis“ registriert war, kam sie 1940 im Rahmen der Internierung „feindlicher Ausländer“, u. a. mit Margarete Klopfleisch und Erna Rosenberg, kurzzeitig ins Holloway-Gefängnis und dann bis 1942 in das Rushen Camp für Frauen in Port Erin und Ballaqueeney in Port St. Mary auf der Isle of Man. Im Holloway schuf sie aus ihrer täglichen Brotration kleine Skulpturen.
Nach der Entlassung aus dem Lager lebte sie mit ihrem Mann bis zu ihrem Tod in ihrer Wohnung in West Hampstead. Sie litt unter schlechter Gesundheit. Aufgrund des Traumas des Exils und des Mangels an Arbeitsmaterialien konnte sie mehrere Jahre lang nicht bildhauerisch arbeiten. Den Lebensunterhalt sicherte sie u. a. mit Arbeiten in einer Lampenschirmfabrik und als Porzellan-Restauratorin. 
In den 1960er Jahren fing sie wieder an als Bildhauerin und Malerin zu arbeiten und zu unterrichten. Sie hatte eine große Anzahl von Einzelausstellungen, insbesondere in der Ben Uri Art Gallery, am Camden Art Centre und in der Royal Academy.
Pamina Liebert-Mahrenholz öffnete sich den esoterischen Ideen der New Age-Bewegung. Eine Großnichte beschrieb sie als „so englisch wie die Engländer, aber immer noch mit einem starken deutschen Akzent“.
Werke von Pamina Liebert-Mahrenholz befinden sich in britischen öffentlichen Sammlungen, u. a. in der Ben Uri Collection und der Ruth Borchard Collection.

## Werke (Auswahl)
- Selbstporträt (Tafelbild, Acryl, 42 × 31,5 cm, um 1980; Ben Uri Gallery & Museum London)[1]
- Zwei weiblich Akte (Tafelbild, Öl, 60,5 × 60, 5 cm; Ben Uri Gallery & Museum London)[2]
- Liegender weiblicher Akt (Skulptur, Gips, 35 × 27 × 53 cm; Ben Uri Gallery & Museum London)[3]

## Postume Ausstellungen
- 2008: London, Boundary Gallery („Zwei Berlinerinnen. Pamina Liebert-Mahrenholz und Margaret Marks“)
- 2009: London, Galerie Ben Uri („Forced Journeys. Artists in Exile in Britain. 1933–1945“)
- 2017: London, Ben Uri Gallery and Museum („Refugees. The Lives of Others“)
- 2018: London, Deutsche Botschaft („Deutsche Künstler im Exil in Großbritannien und darüber hinaus 1933-1945“)